# التخفيف من آثار تغير المناخ
يتكون التخفيف من آثار تغير المناخ من إجراءات للحدّ من حجم أو معدل الاحتباس الحراري وآثاره المتعلقة به. يتضمن التخفيف من آثار تغير المناخ عمومًا تخفيضات في انبعاثات الغازات الدفيئة البشرية (الصناعية). يُمكن تحقيق التخفيف أيضًا من خلال زيادة سعة مصارف الكربون، على سبيل المثال من خلال إعادة التحريج. يمكن لسياسات التخفيف تقليل المخاطر المرتبطة بالاحتباس الحراري الناتج عن الإنسان.

يبقى الفحم والنفط والغاز الطبيعي المصادر العالمية الأولية للطاقة حتى بزيادة الاعتماد على الطاقة المتجددة.

يصنّف مؤشر أداء التغير المناخي الدول حسب انبعاثات غازات الاحتباس الحراري (40% من النتيجة)، الطاقة المتجددة (20%)، استخدام الطاقة (20%)، سياسة المناخ (20%).

وفقًا لتقرير التقييم الصادر عن اللجنة الدولية للتغيرات المناخية لعام 2014، فإن «التخفيف منفعة عامة؛ تغير المناخ هو حالة من 'تراجيديا المشاع'. لن يتحقق التخفيف الفعال من آثار تغير المناخ إذا تصرف كل وكيل (فرد أو مؤسسة أو بلد) بشكل مستقل والتفكير في مصلحته بأنانية، مما يشير إلى الحاجة إلى العمل الجماعي. من ناحية أخرى، فإن بعض إجراءات التكيف لها خصائص المصلحة الخاصة حيث أن فوائد الإجراءات قد تعود مباشرة على الأفراد أو المناطق أو البلدان التي تتعهد بها، على الأقل في المدى القصير. ومع ذلك، لا يزال تمويل مثل هذه الأنشطة التكيفية يُمثل مشكلة، خاصةً للأفراد والبلدان الفقيرة».
تشمل أمثلة التخفيف تقليل الطلب على الطاقة عن طريق زيادة كفاءة الطاقة والإلغاء التدريجي للوقود الأحفوري عن طريق التحول إلى مصادر الطاقة منخفضة الكربون وإزالة ثاني أكسيد الكربون من الغلاف الجوي للأرض. إن النهج الآخر للتخفيف من آثار تغير المناخ هو هندسة المناخ. يمكن تدوين إجراءات التخفيف من آثار تغير المناخ في وثائق السياسة البيئية الوطنية للبلدان (مثل: المساهمات المحددة على المستوى الوطني بموجب اتفاق باريس للمناخ).
جميع الدول تقريبًا أطراف في اتفاقية الأمم المتحدة الإطارية بشأن التغير المناخي. الهدف النهائي لاتفاقية الأمم المتحدة الإطارية بشأن التغير المناخي هو تثبيت تركيزات الغازات الدفيئة في الغلاف الجوي عند مستوى من شأنه منع التدخل البشري الخطير في نظام المناخ. يمكن للتحليل العلمي توفير معلومات عن تأثيرات تغير المناخ، ولكن تحديد التأثيرات أمر خطير يتطلب أحكامًا قيمة.
في عام 2010، اتفقت الأطراف في اتفاقية الأمم المتحدة الإطارية بشأن التغير المناخي على أن الاحتباس العالمي المستقبلي يجب أن يقتصر على درجة حرارة تقل عن درجتين مئويتين (6.3 درجة فهرنهايت) مقارنةً بمستوى ما قبل الثورة الصناعية. شددت اتفاقية باريس للمناخ لعام 2015 على ذلك، لكن نُقحت بهدف جديد وهو «بذل الأطراف قصارى جهدها» للحفاظ على التدفئة إلى أقل من 1.5 درجة مئوية. لا يبدو أن المسار الحالي لانبعاثات الغازات الدفيئة العالمية متسق مع الحد من ظاهرة الاحتباس الحراري إلى أقل من 1.5 أو 2 درجة مئوية. اقتُرحت سياسات أخرى للتخفيف من آثار تغير المناخ، بعضها أقل من الحد المفروض وهو 2 درجة مئوية. في عام 2019، بعد عامين من البحث، قدم علماء من أستراليا وألمانيا «نموذجًا موحدًا لمناخ الأرض» يوضح كيفية السيطرة على زيادة درجة الحرارة إلى 1.5 درجة مئوية مقابل 1.7 تريليون دولار في السنة.

## حسب القطاع

### النقل
تمثل انبعاثات النقل حوالي 1/4 الانبعاثات في جميع أنحاء العالم وهي أكثر أهمية من حيث التأثير في الدول المتقدمة خاصةً في أمريكا الشمالية وأستراليا. يرى الكثير من مواطني دول، مثل: الولايات المتحدة وكندا الذين يقودون سيارات شخصية أن أكثر من نصف تأثير تغير المناخ الناتج عن الانبعاثات ناتج عن سياراتهم. وسائل النقل الجماعي، مثل: الحافلات والقطارات الخفيفة (المترو، وما إلى ذلك) والسكك الحديدية بعيدة المسافة هي أكثر الوسائل كفاءة في استخدام الطاقة في النقل الآلي للركاب، وتكون في كثير من الحالات قادرة على استخدام طاقة أقل للشخص الواحد تبلغ عشرين مرة ضعف الطاقة المستخدمة في السيارات الشخصية. قد تساعد تقنيات الطاقة الفعالة الحديثة، مثل: المركبات الكهربائية والبنزين الاصطناعي محايد الكربون ووقود النفاثات في تقليل استهلاك البترول وتغيرات استخدام الأراضي وانبعاثات ثاني أكسيد الكربون. إن استخدام النقل بالسكك الحديدية، وخاصة السكك الحديدية الكهربائية، على المدي البعيد أقل كفاءة من النقل الجوي والنقل بالشاحنات إذ تقل الانبعاثات بشكل كبير. عند استخدام القطارات الكهربائية والسيارات في مجال النقل، هناك فرصة لتشغيلها باستخدام طاقة منخفضة الكربون، مما ينتج عنه انبعاثات أقل بكثير.

### التخطيط العمراني
يهدف التخطيط العمراني الفعال إلى الحد من الزحف العمراني وتقليل الأميال المقطوعة بواسطة المركبات وخفض الانبعاثات الناتجة عن النقل. السيارات الشخصية غير فعالة للغاية في نقل الركاب، في حين أن وسائل النقل العام والدراجات أكثر فعالية بمرات عديدة (لأنها أبسط أشكال النقل البشري، والمشي). يشجع التخطيط العمراني/ المجتمعي كل هذا وهي وسائل فعالة للحد من انبعاثات الغازات الدفيئة. أدت ممارسات تطوير استخدام الأراضي غير الفعالة إلى زيادة تكاليف البنية التحتية بالإضافة إلى كمية الطاقة اللازمة للنقل والخدمات المجتمعية والمباني.
في الوقت نفسه، بدأ عدد متزايد من المواطنين والمسؤولين الحكوميين في الدعوة إلى نهج أكثر ذكاءً في تخطيط استخدام الأراضي. تتضمن ممارسات النمو الذكية تطوير المجتمع المدمج وخيارات النقل المتعددة واستخدامات الأراضي المختلطة، وممارسات للحفاظ على المساحات الخضراء. تقدم هذه البرامج فوائد بيئية واقتصادية وتحسين جودة الحياة؛ كما أنها تعمل على تقليل استخدام الطاقة وانبعاثات الغازات الدفيئة.
تسعى مناهج، مثل: الحضرية الجديدة والتنمية الموجهة العابرة إلى تقليل المسافات المقطوعة، خاصةً المقطوعة بواسطة المركبات الخاصة وتشجيع النقل العام وجعل المشي وركوب الدراجات خيارات أكثر جاذبية. يتحقق ذلك من خلال التخطيط «متوسط الكثافة» متعدد الاستخدامات وتركيز السكن على مسافة قريبة من مراكز المدن ونقاط النقل.
سياسات استخدام الأراضي ذات النمو الأكثر ذكاء لها تأثير مباشر وغير مباشر على السلوك المستهلك للطاقة. على سبيل المثال، يمكن تقليل استخدام طاقة النقل وعدد مستخدمي الوقود النفطي بشكل كبير من خلال أنماط تنمية الأراضي الأكثر استخدامًا والمختلطة، والتي يمكن أن تقدم بدورها مجموعة أكبر من خيارات النقل غير المعتمدة على السيارات.

## مقاربات غير حكومية

### النشاطية

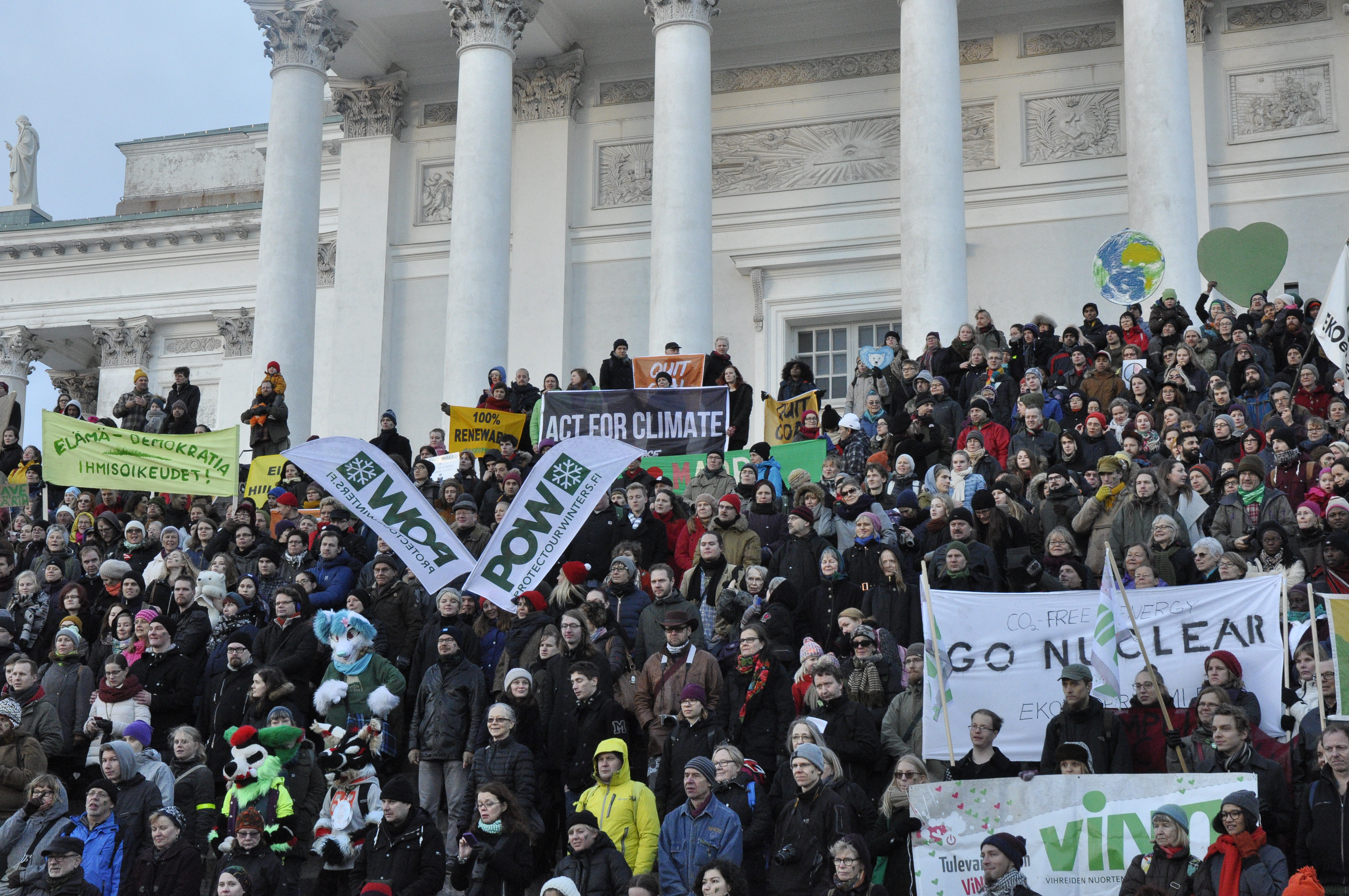
متظاهرون في هلسنكي عام 2015

تنظم المنظمات البيئية مبادرات مختلفة، مثل: مسيرات المناخ الشعبي وتصفية الاستثمارات في الوقود الأحفوري. قدمت 1,000 منظمة بقيمة 8 تريليون دولار، التزامات للتخلص من الوقود الأحفوري حتى عام 2018. شكل آخر من أشكال المبادرات هو الإضراب المناخي. في يناير عام 2019، قام 12,500 طالب بمسيرة في بروكسل للمطالبة بإجراءات من أجل المناخ. في عام 2019، نظمت منظمة الثورة من أجل الانقراض احتجاجات ضخمة للمطالبة «بإخبار الحقيقة عن تغير المناخ وتخفيض انبعاثات الكربون إلى الصفر بحلول عام 2025 وإنشاء جمعية للمواطنين للإشراف على التقدم»، بما في ذلك إغلاق الطرق. قُبض على الكثير. في كثير من الحالات، تجلب النشاطية نتائج إيجابية.
في الفترة من 20 إلى 27 سبتمبر عام 2019، خُطط لإضراب مناخي عالمي. المنظمون الرئيسيون هم أيام الجمعة من أجل المستقبل وإضراب الأرض. دعمت النقابات العمالية الإضراب. اقترح اتحاد الجامعات والكليات في مؤتمر نقابات العمال القادم في إنجلترا في شهر سبتمبر وقف العمل من أجل التضامن وذلك يوم 20 سبتمبر لدعم الإضراب. تعاون الاضطراب العمالي مع احتجاجات الطلاب. الهدف هو التأثير على قمة العمل المناخي التي نظمتها الأمم المتحدة في 23 سبتمبر. وفقًا للمنظمين، شارك أربعة ملايين شخص في الإضراب يوم 20 سبتمبر.